# إسترييا كاسترو
إستريّا كاسترو ناباريتي (إشبيلية، 26 يونيو 1908 – مدريد، 10 يوليو 1983) كانت مغنية وممثلة إسبانية بارزة. وعلى الرغم من تصنيفها ضمن فن الكوبلا، غنّت أيضًا أنماطًا موسيقية أخرى مثل الباسودوبلي وتانجو.
وُلدت في 26 يونيو 1908 في شارع ماتيوس غاغو بمدينة إشبيلية، في ما كان يُعرف آنذاك بـ «كورال دي لا بوريسيما»، وتم تعميدها في كنيسة السغراريو في 8 يوليو 1908.كانت ابنة بائع سمك غاليسي يُدعى خوسيه كاسترو باسكواس (وُلد عام 1875 في سان بيدرو دي أنكورادوس، وتوفي في 23 مارس 1928 في إشبيلية)، وزوجته المالقية سيباستيانا نافاريتي دومينغيز (وُلدت في تيبا وتوفيت عام 1953). كانت أصغر أشقائها الأربعة. كانوا يقيمون آنذاك في ساحة سانتا مارتاسانتا مارتا (كولومبيا) بحي سانتا كروز.
ابتداءً من سن الحادية عشرة، التحقت بأكاديمية الأستاذ رياليتو، ولكي تتمكن من دفع أجره كانت تقوم بالأعمال المنزلية في بيتها. في بداية مسيرتها الفنية كانت تُعرف بلقب الكومينو.
وفي سن الثانية عشرة، قدّمت عرضها الأول أمام الملك ألفونسو الثالث عشر ملك إسبانيا والملكة.فيكتوريا أوجيني (ملكة إسبانيا) أعجبت الملكة بخفة ظل المغنية الشابة، فبعد أن هنأتها طلبت منها أن تختار أي هدية ترغب بها. ولم تتردد إسترييتا في الرد، وأخبرتها بأنها تحلم بالحصول على شال مانيلا وسوار مرصع بالألماس. لم تستطع الملكة كتم ضحكتها اللطيفة، وبعد أيام قليلة أرسلت إلى الفنانة المبتدئة قطعة مجوهرات، أما الشال فقد تولت تقديمه مضيفة الحفل، مركيزة برميخيو ديل ري.
ومع مرور السنوات، اضطرت إسترييتا ذات يوم إلى رهن الهدية الملكية مقابل خمسمئة بيزيتا، لكنها احتفظت بالشال دائمًا.قدمت عرضها الأول في صالون إمبريال بمدينة إشبيلية في 6 يونيو 1921، تحت اسمها الفني لا إسترييتا، وذلك في فعالية خيرية نظمها نادي سانشيث ميخياس، وحضرها مصارع الثيران الأسطوري إغناسيو سانشيث ميخياس، الذي أهدى الفتاة قطعة نقدية ذهبية.
لاحقًا، وصلت إلى تقديم عروضها في أهم المسارح في إسبانيا وأوروبا وأمريكا.
كانت هي المُبدعة الحقيقية لما يُعرف اليوم باسم الأغنية الأندلسية، وقد حققت أغانيها شهرة كبيرة خلال ثلاثينيات وأربعينيات القرن العشرين.
نشأت في مقاهي الغناء (كافيه كانتانتي) في إشبيلية، وأدخلت اللمسات الفلامنكية على أغاني الـ كوبيه التي كانت متأثرة بالطابع الفرنسي، مما جعلها أكثر أندلسية وإسبانية الطابع.
وكانت أغنيتها مي خاكا، من تأليف رامون بيريث دى أيالا القادم من أونيون، أكبر نجاحاتها الموسيقية، إلى جانب سوسبيروس دي إسبانيا، وهو الباسودوبلي الرائع الذي ألّفه المايسترو ألفاريز ألونسو في مدينة قرطاجنة.على الرغم من مشاركتها في فيلم قصير عام 1933، فإن انطلاقتها الحقيقية في السينما كانت في عام 1935، حين صوّرت فيلم روساريو لا كورتيخيرا.
قامت بتمثيل خمسة عشر فيلمًا، معظمها ذات طابع فولكلوري، من أبرزها سوسبيروس دي إسبانيا، حلاق إشبيليةحلاق إشبيلية، وماريكيا تيرريموتو، وجميعها صُوِّرت في ألمانيا. في هذه الأفلام، غنّت إسترييتا بمصاحبة الأوركسترا السيمفونية في برلين 
وقد حصلت على جائزة أفضل أداء عن فيلم لا خيتانييا، الذي قدّمته بالإسبانية القديمة.
انتهت مسيرتها الفنية الطويلة مع تراجع واضح في قدراتها خلال سنواتها الأخيرة، مما أدى إلى انحسار أسطورة إسترييتا كاسترو. ومع ذلك، بقيت فنانة محبوبة ومحترمة من قبل الشعب الإسباني وزميلاتها، نظرًا لتأثيرها الكبير في مسار الأغاني الإسبانية.
قضت سنواتها الأخيرة إلى جانب رفيق دربها العاطفي، ديميتريو كوربي بوجانتي، وعندما تُوفي، غرقت في وحدة عميقة، خفف من وطأتها دعم صديقاتها وزميلاتها ماريفيه دي تريانا وكارمن إشبيلية (ابنتها الفنية بالتبني).
في عام 1978، شاركت في برنامج كانتا، وهو برنامج موسيقي شهير عرضته التلفزة الإسبانية (TVE) وقدّمه لورين بوستيغو. كانت تلك واحدة من آخر عروضها، حيث استرجعت فيها أبرز نجاحاتها الموسيقية مثل: "سوسبيروس دي إسبانيا"، "مي خاكا" و*"لا مورينا دي مي كوبلا"
كانت إسترييتا كاسترو سفيرة لخفة الظل والسحر الأصيل لمدينة إشبيلية. وكانت هذه المدينة هي مسرح معظم أفلامها، أو كانت هي تجسد في أدوارها شخصية الفتاة الإشبيلية المرحة التي تغادر مدينتها لتحقيق النجاح في عالم الغناء.
ولهذا السبب، تم تكريمها في عام 1978 بإطلاق اسمها على شارع في منطقة ألميدا دي هيركوليس في مسقط رأسها، إشبيلية. كما وُضع لها لوح خزفي تذكاري (أزوليخو) في بلازويلا دي لوس كارّوس، وهو المكان الذي عاشت فيه لعدة سنوات.
توفيت إسترييتا كاسترو في مدريد بتاريخ 10 يوليو 1983، ودُفنت في مقبرة لا ألمودينا بالعاصمة الإسبانية. وبناءً على وصيتها، دُفنت وهي تضع خصلة الشعر الملفوفة على الجبهة (el caracolillo)، والتي كانت علامتها المميزة، كما كانت المانتيّا الإسبانية (وشاح الرأس التقليدي) هي قطعتها المفضلة من الملابس.
شكّلت وفاتها الخسارة الكبرى الأولى لأحد أعمدة فن الكوبلا الأندلسية. وقد عاشت لسنوات طويلة في المنزل رقم 17 (سابقًا 21) في شارع سيلفا في مدريد، بجوار كنيسة بوينا ديتشا.